# Szymon bar Giora
Szymon bar Giora albo Szymon syn Giorasa (aram. Giora, jak hebr. Ger, znaczy prozelita) – jeden z głównych rewolucjonistów w okresie oblężenia Jerozolimy (70).
Brał udział w wojnie domowej czterech stronnictw żydowskich – zelotów jerozolimskich pod wodzą Eleazara Ben-Szymona, zelotów galilejskich pod wodzą Jana z Gischali, sykariuszy pod wodzą Szymona bar Giora i Idumejczyków pod wodzą Jakuba Bar-Sosa i Szymona Bar-Katla. Dysponował 15 tysiącami wojowników. Przybył do Jerozolimy wiosną 69 roku n.e. na wezwanie przeciwników Jana z Gischali, z którym się wzajemnie zwalczali, jednak wspólnie jednoczyli się w walkach przeciw Rzymianom. Po upadku świątyni schował się w pałacu Heroda, próbował ucieczki tunelem, ostatecznie wzięty do niewoli przez wojska Tytusa, gdy sam Tytus już wyjechał. Darowano mu życie, by mógł pojawić się podczas triumfu Tytusa w Rzymie w 71 r. Pod koniec, został ceremonialnie wychłostany i strącony ze Skały Tarpejskiej.